# 堺市立総合医療センター
堺市立総合医療センター（さかいしりつそうごういりょうせんたー）は、大阪府堺市西区にある市立の医療機関。医師の卒後臨床研修指定病院でもある。
以前は堺市堺区宿院町西にあったが、1996年に堺市堺区南安井町に移転し、2015年7月1日をもって西区家原寺町に再移転し、救急救命設備を備えた「堺市立総合医療センター」に改称した。市民からは旧略称の「堺病院」あるいは「市民病院」の名で呼ばれる。

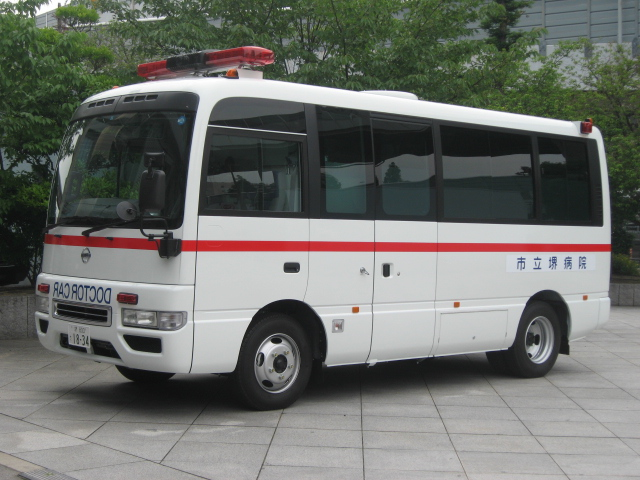
ドクターカー

## 沿革
- 1923年 - 「堺市立公民病院」として宿院町東に開院。
- 1933年 - 「市立堺市民病院」となる。
- 1934年 - 火災により焼失、材木町に臨時診療所開設するも直後の室戸台風で被災する。
- 1938年 - 宿院町西に鉄筋コンクリート3階建（中館）及び木造診療棟完成、移転する。
- 1945年 - 7月の堺空襲で大被害を受ける、10月に中館復旧。
- 1951年 - 「市立堺病院」と改称する。
- 1951年 - 東館（鉄筋コンクリート4階建）完成する。
- 1957年 - 西館及び併設伝染病棟（いずれも鉄筋コンクリート3階建）完成する。
- 1957年 - 医療法に基づく総合病院となる。
- 1961年 - 企業会計方式を採用する。
- 1996年7月 - 市立小学校の給食による堺市学童集団下痢症（腸管出血性大腸菌感染）発生、多数の患者の診療にあたる。
- 1996年10月 - 南安井町に新築移転する（鉄筋コンクリート8階、地下1階建）。
- 2004年 - 電子カルテシステム稼働する。
- 2006年 - 入院診療費算定にDPCを採用する。
- 2012年4月 - 「地方独立行政法人 堺市立病院機構」に移管。(2010年12月に市議会にて定款を議決)
- 2015年7月1日 - 救命救急センター整備にあわせて堺市西区家原寺町に移転。「堺市立総合医療センター」に改称する。移転後の旧病院には、清恵会病院が移転した[1]。

## 診療科
- 総合内科
- 消化器内科
- 循環器内科
- 呼吸器内科
- 血液内科
- 腎・代謝内科
- 神経内科
- 小児科
- 外科
- 整形外科
- 脳神経外科
- 皮膚科
- 泌尿器科
- 産婦人科
- 眼科
- 耳鼻咽喉科
- 放射線科
- 歯科口腔外科
- 麻酔科

## 医療機関の認定
（下表の出典）
| 保険医療機関                                             | 労災保険指定病院                               |
| 母体保護法指定医の配置されている医療機関                 | 生活保護法指定病院                             |
| 臨床研修病院                                             | 指定自立支援病院（更生医療）                   |
| 外国医師又は外国歯科医師並びに外国看護師等臨床修練病院等 | 結核指定病院                                   |
| がん診療連携拠点病院等                                   | エイズ治療拠点病院                             |
| 指定自立支援病院（育成医療）                             | 原子爆弾被害者一般疾病医療取扱病院             |
| DPC対象病院                                              | 指定小児慢性特定疾病医療機関                   |
| 指定自立支援医療機関（精神通院医療）                     | 身体障害者福祉法指定医の配置されている医療機関 |
| 第一種感染症指定医療機関                                 | 第二種感染症指定医療機関                       |
| 公害医療機関                                             | 地域医療支援病院                               |

- 救急告示病院（二次救急、三次救急）[3]
- 地域がん診療連携拠点病院（国指定）[4]
- 大阪府難病診療連携拠点病院[5]
- DMAT（災害派遣医療チーム）配備（大阪DMAT）[6]
- 公益財団法人日本医療機能評価機構認定病院（3rdG:Ver.1.1（5回目,2018年5月11日認定,2023年3月8日認定有効期限））[7]

## 認定専門医人数
（下表の出典）
| 認定医・専門医名   | 人数 | 学会名                               | 認定医・専門医名           | 人数 | 学会名                                   |
| ------------------ | ---- | ------------------------------------ | -------------------------- | ---- | ---------------------------------------- |
| 整形外科専門医     | 4人  | 公益社団法人日本整形外科学会         | 皮膚科専門医               | 1人  | （社）日本皮膚科学会                     |
| 麻酔科専門医       | 2人  | 公益社団法人日本麻酔科学会           | 呼吸器外科専門医           | 1人  | 特定非営利活動法人日本胸部外科学会       |
| 放射線科専門医     | 5人  | 公益社団法人日本医学放射線学会       | 眼科専門医                 | 3人  | 公益財団法人日本眼科学会                 |
| 消化器内視鏡専門医 | 8人  | 一般社団法人日本消化器内視鏡学会     | 産婦人科専門医             | 6人  | 公益社団法人日本産科婦人科学会           |
| 耳鼻咽喉科専門医   | 1人  | 一般社団法人日本耳鼻咽喉科学会       | 神経内科専門医             | 1人  | 一般社団法人日本神経学会                 |
| 泌尿器科専門医     | 4人  | 一般社団法人日本泌尿器科学会         | リウマチ専門医             | 3人  | 一般社団法人日本リウマチ学会             |
| 形成外科専門医     | 2人  | 一般社団法人日本形成外科学会         | 病理専門医                 | 1人  | 一般社団法人日本病理学会                 |
| 乳腺専門医         | 2人  | 一般社団法人日本乳癌学会             | 総合内科専門医             | 17人 | 一般社団法人日本内科学会                 |
| 臨床遺伝専門医     | 1人  | 一般社団法人日本人類遺伝学会         | 外科専門医                 | 17人 | 一般社団法人日本外科学会                 |
| 糖尿病専門医       | 1人  | 一般社団法人日本糖尿病学会           | 肝臓専門医                 | 4人  | 一般社団法人日本肝臓学会                 |
| 救急科専門医       | 9人  | 一般社団法人日本救急医学会           | 血液専門医                 | 5人  | 一般社団法人日本血液学会                 |
| アレルギー専門医   | 1人  | 一般社団法人日本アレルギー学会       | 循環器専門医               | 3人  | 一般社団法人日本循環器学会               |
| 呼吸器専門医       | 6人  | 一般社団法人日本呼吸器学会           | 気管食道科専門医           | 1人  | 特定非営利活動法人日本気管食道科学会     |
| 消化器病専門医     | 8人  | 一般財団法人日本消化器病学会         | 腎臓専門医                 | 3人  | 一般社団法人日本腎臓学会                 |
| 婦人科腫瘍専門医   | 1人  | 特定非営利活動法人日本婦人科腫瘍学会 | 小児科専門医               | 6人  | 公益社団法人日本小児科学会               |
| 口腔外科専門医     | 1人  | 公益社団法人日本口腔外科学会         | 消化器外科専門医           | 6人  | 一般社団法人日本消化器外科学会           |
| 超音波専門医       | 1人  | 一般社団法人日本超音波医学会         | 細胞診専門医               | 1人  | 公益社団法人日本臨床細胞学会             |
| 透析専門医         | 1人  | 一般社団法人日本透析医学会           | 小児神経専門医             | 1人  | 一般社団法人日本小児神経学会             |
| 脳神経外科専門医   | 3人  | 一般社団法人日本脳神経外科学会       | リハビリテーション科専門医 | 1人  | 公益社団法人日本リハビリテーション医学会 |

## 交通アクセス
- 津久野駅（JR西日本阪和線）より徒歩約5分
- 南海バス
  - 「堺市立総合医療センター東」下車、徒歩1分。
  - 「堺市立総合医療センター北」下車、徒歩2分
  - 「堺市立総合医療センター前」下車すぐ

## その他
- 親子象モニュメント「どろんこ坊や」

病院前に大きな象の像がある。設置場所は泉北2号線沿いの津久野町1丁交差点の角。
- 初代市民病院の跡地

駐車場等に利用された後、2014年3月よりさかい利晶の杜が開業した。